# Joaquín Hernández
Pour les articles homonymes, voir Hernández.
Joaquín Hernández Hernández (né le 14 avril 1964 à Castelldefels dans la province de Barcelone en Catalogne) est un coureur cycliste espagnol, professionnel de 1987 à 1991. Son plus grand fait d'armes est d'avoir remporté une étape du Tour d'Espagne en 1989.

## Palmarès
- 1983
  - 3eb étape de la Cinturón a Mallorca
- 1989
  - 2e étape du Tour d'Espagne
  - 8e étape du Tour de l'Alentejo

## Résultats sur le Tour d'Espagne
3 participations
- 1987 : 82e
- 1989 : 56e, vainqueur de la 2e étape
- 1990 : 57e